# Miloš Vučević
Miloš Vučević (cirílico sérvio: Милош Вучевић; Novi Sad, 10 de dezembro de 1974) é um advogado e político sérvio, servindo como primeiro-ministro da Sérvia de 2024 a 16 de abril de 2025. É presidente do Partido Progressista Sérvio (SNS). Foi anteriormente vice-primeiro-ministro e Ministro da Defesa entre 2022 e 2024 e prefeito de Novi Sad entre 2012 e 2022.